# Nicolas Rizzo
Pour les articles homonymes, voir Rizzo.
Nicolas Rizzo, né en 1979, est un nageur français, tireur, spécialisé dans le tir subaquatique, licencié au club Massilia Sub (rattaché à l'ATSCAF Marseille, et à la Fédération française d'études et de sports sous-marins (FFESSM).

## Palmarès
- Meilleure performance mondiale de biathlon, en 2000;

Records nationaux (à compter de 2000/2001):
- Recordman de France de relais;
- Recordman de France de combiné;
- Recordman de France de biathlon;
- Recordman de France de super-combiné;
- Recordman de France de super-biathlon;
- Champion du monde individuel de tir sur cible subaquatique, en juillet 1999 (pour la première édition de l'épreuve);
- Triple champion d'Europe individuel de tir sur cible subaquatique consécutivement, en 2000 (à Kiev, pour la seconde édition de l'épreuve), 2001, et 2002;
- Champion de France individuel de tir sur cible subaquatique, en 1999;
- 2e de la Coupe de France de combiné, en 2000;
- 3e du championnat d'Europe des clubs au relais, en 2000 (avec William Robin (aussi licencié au Massilia Sub, champion de France individuel en 2000 et 2003), et Laurent Sanchez).